# Ali El Ghrari
Ali Saleh El Ghrari (in arabo علي الغراري‎?; 31 gennaio 1997) è un arciere libico, che ha rappresentato la Libia ai Giochi olimpici di Rio de Janeiro 2016.